# Тервола

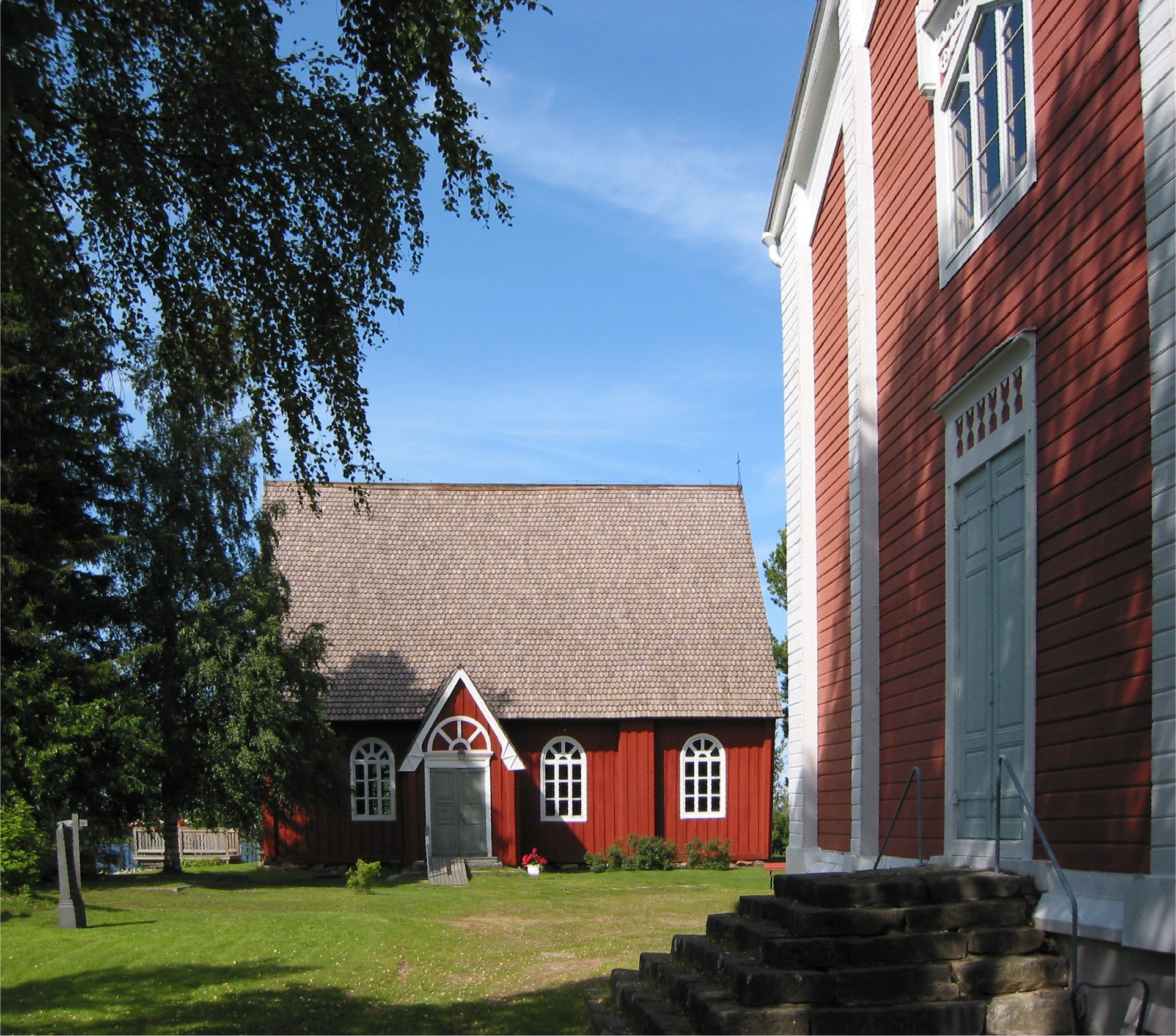
Стара церква в Терволі

Тервола (фін. Tervola ˈtɛrvɔlɑ) — міська комуна у Фінляндії, в провінції Лапландія. До комуни також відносяться поселення Койву, Лапінніемі, Рункаус і Юліпааккола. 
Розташована на правому березі Кемійокі, за 40 кілометрів на північ від Кемі і за 60 кілометрів на північний захід від Рованіемі. На протилежному березі Кемійокі знаходиться залізнична станція Тервола лінії Кемі-Рованіемі. Однак з 2003 поїзди тут не зупиняються, і єдиним сполученням залишається автобусне. 
Головними визначними пам'ятками комуни є три церкви: Стара Церква — дерев'яна церква кінця XVII століття, Тервольська Церква — теж дерев'яна, 1864 року і нова, збудована у 1974, що виконує також роль центру громади.   

## Видатні уродженці
- Югані Гіманка — фінський футболіст.